# جورج روز (لاعب دوري الرغبي)
جورج روز (بالإنجليزية: George Rose)‏ هو لاعب دوري الرغبي أسترالي، ولد في 13 مارس 1983 في باثرست في أستراليا.